# Франсіско Гарса Гутьєррес
Франсіско Гарса Гутьєррес (ісп. Francisco Garza Gutiérrez; нар.14 березня 1904, Мехіко, Мексика — пом. 30 жовтня 1965, там само) — мексиканський футболіст, що грав на позиції захисника за клуб «Америка», а також національну збірну Мексики.
Насамперед, відомий як молодший брат першого капітана збірної Мексики Рафаеля.

## Клубна кар'єра
У дорослому футболі дебютував 1924 року виступами за команду клубу «Америка», кольори якої і захищав протягом усієї своєї кар'єри гравця, що тривала сім років. 
Помер 30 жовтня 1965 року на 62-му році життя.

## Виступи за збірну
1930 року дебютував в офіційному матчі у складі національної збірної Мексики, який так і залишився для нього єдиним.
У складі збірної був учасником першого в історії чемпіонату світу 1930 року в Уругваї де зіграв з Аргентиною (3:6). 